# Желязко Петров
Желязко Петров е български политик, кмет на община Белослав (2011 – ).

## Биография
Желязко Петров е роден на 2 май 1950 година в село Веселиново, област Шумен, България. Завършил е Военна академия „Георги Раковски“ в София.

### Трудов опит
Желязко Петров е бил: Офицер от Българската Армия – Транспортни войски, като е заемал длъжности от командир на взвод до командир на бригада (1971 – 2002); Директор на ДП „Транспортно строителство и възстановяване“ град Варна. За постигане на добри стопански резултати е повишаван предсрочно два пъти в звание (2002 – 2007); „Директор строителство“ на няколко обекта на „Газтрейд“ АД в град Белослав.

### Политическа кариера
През 2011 година е избран за кмет на град Белослав.

#### Избори
На местните избори през 2011 година е избран като назевисим кандидат за кмет. На първи тур е втори, като получава 31,69 %, преди него е независимия кандидат Деян Иванов с 41,59 %. На балотажа печели с 53,57 %. 